# 浮标织纹螺
浮标织纹螺（学名：Telaso reeveana），是新腹足目织纹螺科Telaso属的一种。主要分布于台湾，常栖息在潮间带岩礁。